# 宁远堡镇
宁远堡镇，是中华人民共和国甘肃省金昌市金川区下辖的一个乡镇级行政单位。

## 行政区划
宁远堡镇下辖以下地区：
山湾村、龙景村、宁远村、中牌村、东湾村、西湾村、白家咀村、高岸子村、西坡村、马家岸村、新安村、油籽洼村、新华村和下四分村。